# Ilyushin Il-96
O Ilyushin IL-96 (em russo:  Ильюшин Ил-96) é um avião de transporte de longo curso fabricado pela Ilyushin. É operado principalmente na Rússia e na Ásia, além de Cuba, onde é operado pela Cubana de Aviación. Possui 55,40 m de comprimento e 60,10 m de envergadura, além de uma autonomia em media de 7.300 km.
Seguindo o fracasso do Il-86, a Ilyushin decidiu em meados da década de 80 lançar-se novamente no desenvolvimento de um wide-body quadrimotor, desta vez, tentando redimir os erros cometidos com o Il-86.
O Ilyushin Il-96 é uma aeronave curta, de longo alcance, e de avançado nível de desenvolvimento tecnológico em relação ao primeiro avião de fuselagem larga produzido pela Rússia, o Ilyushin Il-86. Possui asas supercríticas equipadas com winglets, uma cabine com glass cockpit e sistema fly-by-wire de controle.
O IL base-96-300 está equipado com moderna aviônica russa integrando seis multi-funções de Color LCD Displays, sistemas de navegação inercial e de satélite, e uma Traffic Collision Avoidance System/TCAS (incluindo o modo "S"). Ele permite que a aeronave seja operada com dois tripulantes. A aviônica corresponde aos requisitos modernos em rotas internacionais na Europa e América do Norte (RNP-1) e permite navegação e aterragem em condições severas.
O Il-96 é oferecido em três variantes principais: o Il-96-300, Il-96M/T e Il-96-400.

## Desenvolvimento
O primeiro protótipo realizou seu voo inaugural em setembro de 1988, e juntamente com mais três unidades absorveu o processo de homologação ao longo de quatro anos, com a certificação emitida pela FAS em 1992. O primeiro exemplar de produção entraria em operação na Aeroflot já no ano seguinte, com o nome Il-96-300, o "-300" representando sua capacidade máxima de passageiros.
Logo tornou-se o principal equipamento "soviético" usado em rotas de longo alcance(naquele momento os primeiros aviões ocidentais de longo alcance entravam também em operação na empresa), inclusive por muito tempo também para o Brasil.
Apesar de toda a expectativa depositada sobre o modelo, o resultado de vendas foi pífio, com apenas 15 unidades vendidas, porém, muito disto deve-se com certeza as dificuldades econômicas enfrentadas pela Rússia nesse período, e para complicar, aviões russos não são commodities muito apreciados por empresas de leasing, principalmente pelas dificuldades de financiamento encontradas.
Outro protótipo realizou seu voo inaugural em abril de 1993 e desde então 350 passageiros em classe única, ou como cargueiro(Il-96T), transportando mais de 90 toneladas de carga, já registra mais de 50 encomendas é hoje em dia uma das grandes esperanças da combalida indústria aeronáutica russa.
O Il-96-300 tem uma capacidade de passageiros padrão de 262 lugares, uma configuração de duas classes com 18 lugares, com uma distância entre assentos de 54 polegadas (140 cm) e 244 lugares, com um espaçamento de 32 cm (81). As cozinhas são posicionados no convés superior, e no andar inferior pode acomodar 18 recipientes LD-3 e áreas de descanso da tripulação. Embora o seu preço de tabela é 30% inferior ao equivalente tipos ocidental, as companhias aéreas russas não são particularmente ansiosas para comprá-lo.

## Operadores
Dados de novembro de 2015.[carece de fontes?]
| Operador           | Modelo     | Quantidade | Notas                                        |
| ------------------ | ---------- | ---------- | -------------------------------------------- |
| Aeroflot           | Il-96-300  | 6          |                                              |
| Domodedovo         | Il-96-300  | 3          |                                              |
| KrasAir            | Il-96-300  | 3          | Encerrou suas operações em outubro de 2008.  |
| Rossiya            | Il-96-300  | 4          |                                              |
| Polet              | Il-96-400T | 3          | Encerrou suas operações em dezembro de 2014. |
| Cubana de Aviación | Il-96-300  | 4          |                                              |